# راینیر هونیخ
راینیر هونیخ (هلندی: Reinier Honig؛ زادهٔ ۲۸ اکتبر ۱۹۸۳) دوچرخه‌سوار اهل هلند است.
از باشگاه‌هایی که در آن رکاب زده‌است می‌توان به تیم دوچرخه‌سواری وکانسولیل–دی‌سی‌ام، آکوا و ساپونه، لاندباوکردیت–کولناخو و تیم دوچرخه‌سواری رومپوت–ندرلانسه لوتری اشاره کرد.